# Academia de Lenguas Mayas de Guatemala
Die Academia de Lenguas Mayas de Guatemala (ALMG) (übersetzt: Guatemaltekische Akademie für Mayasprachen) ist eine staatliche Organisation in Guatemala, die den Gebrauch und die Schrift der in der Bevölkerung Guatemalas gesprochenen Maya-Sprachen regelt und die Kultur der Maya befördert.

## Organisation
Folgende Sprachgemeinschaften der Mayas sind integriert: Achi', Akateko, Awakateko, Ch'orti', Chuj, Itza', Ixil, Jakalteko, Kaqkchikel, K'iche´, Mam, Mopan, Poqomam, Poqomchi', Q'anjob'al, Q'eqchi', Sakapulteko, Sipakapense, Tektiteko, Tz'utujil, Uspanteko.

## Geschichte
Der Sitz der Akademie befindet sich an dem Ort, an dem zur Zeit des Krieges und des Völkermords das Verteidigungsministerium seine Residenz hatte.
Die Akademie wurde am 18. Oktober 1990 gegründet.
Am 23. April 2008 nahm der unter Aufsicht der Akademie betriebene Fernsehsender TV Maya seinen Sendebetrieb auf.